# Ostrow Atłasowa
Ostrow Atłasowa (ros. Остров Атласова) – wyspa wulkaniczna w azjatyckiej części Rosji, na Morzu Ochockim, najbardziej na północ wysunięta wyspa w archipelagu Kuryli.
Wyspa ma powierzchnię 159,47 km². Położona jest około 70 km na południowy zachód od wybrzeża Kamczatki i 30 km na północny zachód od wyspy Paramuszyr. Zasadniczą część wyspy zajmuje stratowulkan Ałaid, wznoszący się na wysokość 2339 m n.p.m.
Wyspa nosi imię rosyjskiego odkrywcy Władimira Atłasowa.